# Idolia punctisternum
Idolia punctisternum är en skalbaggsart som beskrevs av Lewis 1885. Idolia punctisternum ingår i släktet Idolia och familjen stumpbaggar. Inga underarter finns listade i Catalogue of Life.